# Карагандинський державний технічний університет
Карагандинський державний технічний університет (раніше - Карагандинський політехнічний інститут) заснований 1953 року. У складі інституту є гірничий, металургійний, геоекологічний, електромеханічний та інші факультети.
На гірничому факультеті підготовка кадрів ведеться за спеціальностями: маркшейдерська справа, технологія і комплексна механізація підземної розробки корисних копалин, будівництво підземних споруд і шахт, економіка і організація гірничої промисловості; на електромеханічному факультеті — гірничі машини і комплекси, електрифікація і автоматизація гірничих робіт, автоматизація і механізація процесів обробки інформації. Видаються друком збірки праць (з 1958).

## Відомі випускники
- Черкашин Ігор Юрійович — український енергетик. Голова Національного агентства України з питань забезпечення ефективного використання енергетичних ресурсів.